# Извержение Агунга (2017)
Первые извержения вулкана Агунг на острове Бали, Индонезия в 2017 году произошли 13 августа. После спада активности вулкана, новые извержения начались в ноябре 2017. Тысячи людей эвакуировались, было прекращено воздушное авиасообщение в Международном Аэропорту Нгурах-Рай и в аэропорту Ломбок. По состоянию на 27 ноября 2017, уровень тревоги оставался высоким, был издан приказ об эвакуации.
Тектоническое землетрясение от вулкана было зафиксировано в начале августа, потом вулканическая активность обострялась на протяжении нескольких недель, и значительно снизилась в конце октября.
Второй, гораздо более активный период основной деятельности, начался в конце ноября.

## История извержений

### Извержение 1843 года
Извержения в 1843. Описано Генрихом Цоллингером.

### Извержения 1963 года
Извержения в 1963 были одним из самых катастрофических вулканических событий в истории Индонезии.

### Основная активность в 2017 году

#### Август
Вулканические землетрясения наблюдались с 10 августа 2017 года , их интенсивность возросла в последующие недели.

#### Сентябрь
В сентябре 2017 из-за увеличения грохота и сейсмической активности вокруг вулкана уровень тревоги был поднят до самого высокого уровня. Около 122 500 человек были эвакуированы из своих домов вокруг вулкана  . Индонезийский национальный орган управления чрезвычайными ситуациями объявил 12-километровую зону отчуждения вокруг вулкана 24 сентября.  Извержение было зафиксировано 13 сентября.

#### Октябрь
В конце октября 2017 года активность вулкана значительно снизилась, поэтому уровень тревоги был снижен 29 октября.

#### 27 ноября
Извержение в воскресенье продолжалось с постоянной скоростью, и лахары были зарегистрированы в районе Селат южнее вулкана.

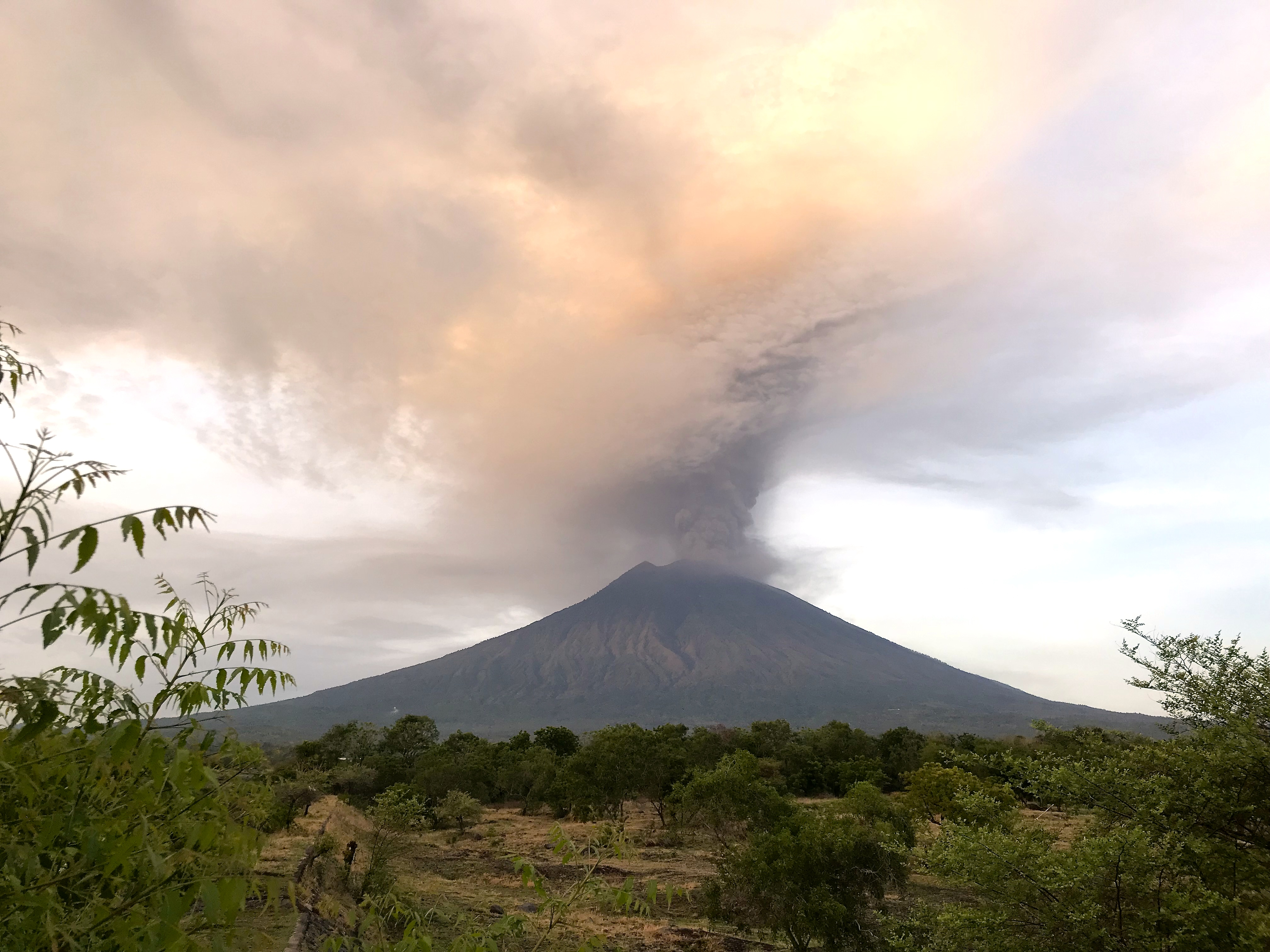
Утреннее извержение вулкана Агунг 27 ноября

#### 29 ноября

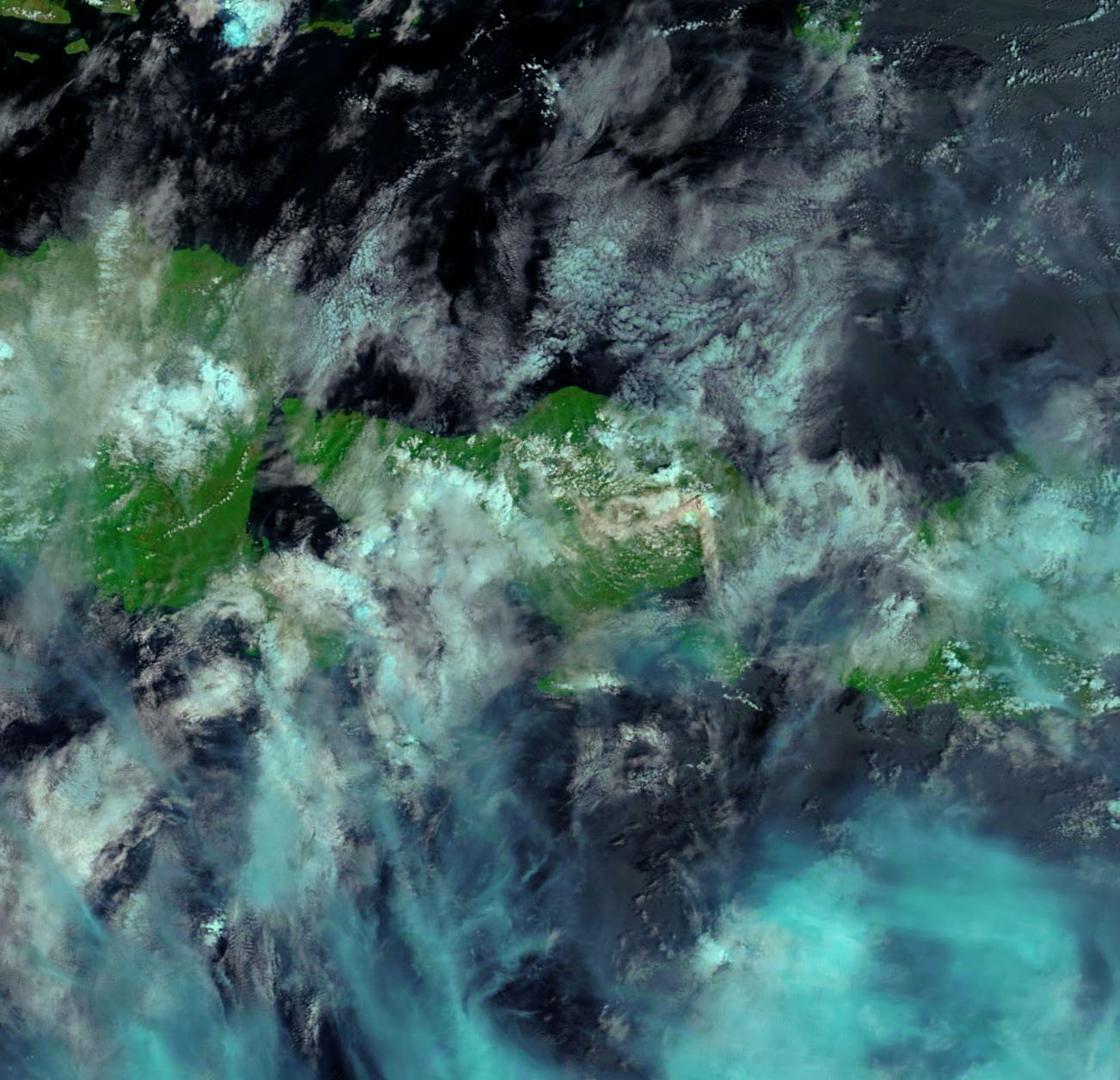
Наблюдения за пеплом с космического спутника NASA Terra, инструмент MODIS.

Снижение интенсивности извержения и рассеивание пепла ветром в облаках позволили властям вновь открыть Международный аэропорт Нгурах-Рай в 07:00 (UTC).  Власти также предостерегли, что объем извержения может снова увеличиться в любое время, и возможно, придётся снова прекратить воздушное авиасообщение.

## Последствия
40 000 человек из 22 деревень вокруг вулкана эвакуированы. Были закрыты окрестные аэропорты.
Международный аэропорт Ломбок, который находится на соседнем острове Ломбок, был закрыт 26 ноября, однако на следующее утро снова заработал. 30 ноября его закрыли снова. Открыли 1 декабря.
Международный аэропорт Нгурах-Рай на острове Бали (второй по количеству пассажиров в Индонезии) был закрыт 27 ноября. Более 440 рейсов было отменено, 59 000 пассажиров не смогли вылететь. Аэропорт был снова открыт 29 ноября.